# Промисловість Бутану
Промисловість Бутану — є малорозвиненим сектором економіки країни, адже основною продуктивно-розвиненою галуззю економіки є сільське господарство, на яке припадає близько 24 % ВВП країни. Промисловість майже відсутня. Мало природних ресурсів. Велика частина промисловості зосереджена на півдні країни поблизу Індійського кордону. На промисловий сектор припадає 22% економіки. Основні галузі виробництва в Бутані включають виробництво феросплавів, цементу, металевих стовпів, виробів із заліза та нелегованої сталі, обробленого графіту, мідних провідників, алкогольних та газованих напоїв, перероблених фруктів, килимів, виробів з дерева та меблів.

## Загальна характеристика
Промисловість Бутану бере свій початок з 1970 року. Уряд активно піклується про екологію (половина території Бутану оголошена національними парками), з цієї причини розвиток промисловості не входить в плани бутанської влади. У королівстві практично відсутні великі промислові підприємства. Є кілька підприємств деревообробної та харчової промисловості (в тому числі за ліцензією випускається «Кока-кола»). Тут визначають три галузі: виробництво цементу, продовольчих товарів та лісоматеріалів. Більшість промисловості зосереджена на кордоні з Індією, в місті Пхунчолінг, через яке проходить єдине шосе, що з'єднує Бутан з Індією. Це місто є найкрупнішим промисловим центром Бутану. Тут виготовляється близько половини всієї промислової продукції. Пхунчолінг має велике значення для зовнішньої торгівлі Бутану як транзитний пункт для перевезення товарів. В країні розповсюджено кустарно-ручне плетіння килимів, тканин, виробів з джгута, металу та дерева. На зовнішній ринок країна постачає лісоматеріали та вироби з дерева, рис, спеції, овочі, фрукти, тальк, цемент, дистильований спирт, карбід кальцію. Переважно всі товари експортуються в Індію(близько 90 %). Також в Індію постачається електроенергія з Бутану. Ввозить країна промислові товари та продовольство. Залізниць в країні немає.